# Лео Сена
Леонардо де Соуса Сена (на португалски: Leonardo de Souza Sena) е бразилски футболист, който играе на поста дефанзивен полузащитник. Състезател на Локомотив (Пловдив).

## Кариера
Сена е бивш играч на Гояс, Атлетико Минейро и Специя.
На 8 юли 2023 г. Лео е обявен за ново попълнение на пловдивския Локомотив. Дебютира на 3 септември при победата с 4:0 като домакин на Крумовград.

## Успехи
Гояс
- Гояно 1 (3): 2016, 2017, 2018

 Атлетико Минейро
- Минейро 1 (1): 2020